# Curt Amend
Curt Amend (Fraustadt, ma Wschowa, Lengyelország, 1884. június 26. - 1937 után) német lapszerkesztő, újságíró

## Élete
Apja Carl Amend, anyja Ida von Koettlitz volt. A danzigi  önkormányzati középiskolába járt, a hároméves kereskedelmi tanfolyamot végezte el. Ezután a Lipcsei Egyetemen történelmet, kultúrtörténetet és szociálpolitikát hallgatott. Egyetemi tanulmányai után a Schwarzburg-Rudolstädter Landeszeitung felelős szerkesztője lett. Ezután Berlinbe költözött, ahol a Deutschen Stimmen szerkesztője lett. Aachenben sikeresen pályázott az Aachener Allgemeine Zeitung főszerkesztői posztjára, később a Wiesbadener Zeitung-nál tevékenykedett (Rheinischer Kurier), ezután a Karlsruher Zeitung munkatársa lett.
1906-ban vette feleségül Agnes Barnsdorfot aki egy tanár lánya volt. Egy lánya született, Edith Amend (1907). Felesége korán elhunyt, második házasságát Gertrud Garthe-vel, egy párizsi szállodatulajdonos lányával kötötte. E házasságból egy fia született, Winrich Amend (1931). Curt Amend halálának pontos dátuma ismeretlen.

## Válogatott munkái
- Zur Ausstellung Schlichter/Zabotin in der Galerie Moos, megjelent: Karlsruher Zeitung, 1919. december 7.
- Das alte System. Ein politisches Volksbuch, 1920

## Fordítás
- Ez a szócikk részben vagy egészben  a   Curt Amend című német Wikipédia-szócikk ezen változatának fordításán alapul.  Az eredeti cikk szerkesztőit annak laptörténete sorolja fel. Ez a jelzés csupán a megfogalmazás eredetét és a szerzői jogokat jelzi, nem szolgál a cikkben szereplő információk forrásmegjelöléseként.